# David Erevantzi
David Erevantzi (en arménien : Դավիթ Երևանցի), né le 22 août 1940 à Erevan, est un sculpteur arménien, installé à Paris depuis 1974.

## Œuvres notables

### En Arménie
- Une femme du Karabagh à Erevan
- Statue de William Saroyan à Erevan

### En France
- Monument en hommage à Komitas à Paris, situé sur l'esplanade d'Arménie.
- Mémorial du génocide arménien à Issy-les-Moulineaux
- À la Paix à Choisy-le-Roi (parc de la mairie)
- Stèle au cimetière communal des Lilas[1]